# 빔펠 R-73
빔펠 R-73 (나토명 AA-11 아처)는 빔펠에서 개발되었다. 러시아의 최신형 적외선유도 단거리 공대공 미사일이다.
아처 미사일은 이전의 AA-8 'Aphid' 미사일을 대체하기 위해 개발되었다. 1973년에 개발이 시작되었으며, 1982년에 개발이 완료되었고 생산을 시작하였으며 1983년 실전배치되었다. 극저온으로 냉각된 적외선 시커를 장착하여, 정면이 아닌 목표물도 요격할 수 있다. 즉, 미사일의 정면에서 최대 60도로 벗어난 목표물도 탐지할 수 있다. 조종사의 헬멧 마운트 사이트(HMS)로 목표물을 지시하여 락온할 수 있다. 최소 사거리는 300 m이며, 최대 사거리는 30 km (18.75 mi)이다. 추력편향 노즐을 장착하여 매우 기동성이 높다.

## 독일
1990년에 독일이 통일되었다. 통일독일은 동독의 미그-29 전투기에 장착되어 있던 아처 미사일을 대량으로 보유하게 되었다. 성능을 시험해 보니, 알려진 것보다 훨씬 뛰어났다. 특히, 사이드와인더 보다 훨씬 기동성이 좋으며, 시커의 추적 능력이 뛰어났다.
이러한 결과로, 독일은 영국이 책임이 있는 아스람의 외형 설계에 대해 불만을 제기했다. 특히 추력편향 노즐은 근접전의 고도의 기동에서 매우 필요한 것이었는데, ASRAAM에는 없었고 아처에는 이 기능이 있었다. 그러나 영국과 독일은 합의에 이르지 못했고, 결국 1990년에, 영국은 다른 시커와 아스람 개량형 개발을 모색하고 있는 도중에, 독일은 아스람에서 철수한다.
1990년대 후반에, 미국도 사이드와인더에 대해 비슷한 문제제기를 하였으며, 추력편향 기능을 탑재하여 더욱더 고기동성을 확보할 것을 요구했다. 또한 적외선 기만기에 대한 대응능력도 높일 것을 요구했다. 이 프로그램을 AIM-9X라고 한다.
이스라엘이 개발한 파이톤 5 미사일은 추력편향은 없지만, 아처와 비슷한 성능을 갖고 있다.

## 사용국가
- 에티오피아
- 조선민주주의인민공화국
- 방글라데시[2]
- 불가리아
- 우크라이나
- 중국
- 러시아
- 인도
- 헝가리
- 루마니아
- 슬로바키아
- 세르비아
- 베네수엘라
- 이란
- 베트남
- 이집트
- 페루

## 같이 보기
- 파이톤 5 미사일
- 사이드와인더
- ASRAAM
- IRIS-T